# Anastasija Turczyn
Anastasija Jehoriwna Turczyn (ukr. Анастасія Єгорівна Турчин, ur. 3 stycznia 1995) – ukraińska judoczka. Olimpijka z Tokio 2020, gdzie zajęła dziewiąte miejsce w wadze półciężkiej.
Piąta na mistrzostwach świata w 2021; uczestniczka zawodów w 2014 i 2017. Startowała w Pucharze Świata w latach 2013, 2014, 2016, 2017 i 2019. Siódma na mistrzostwach Europy w 2017 i 2022 roku.

## Letnie Igrzyska Olimpijskie 2020
| Konkurencja | Eliminacje            | Eliminacje               | Klas. końcowa |
| Konkurencja | Przeciwnik I          | Przeciwnik II            | Miejsce       |
| ----------- | --------------------- | ------------------------ | ------------- |
| 78 kg       | Vanessa Chalá (ECU) Z | Guusje Steenhuis (NED) P | 9.            |